# Skagøysundet
Skagøysundet est un détroit situé dans le comté de Troms, au nord de la Norvège. 

## Géographie
Le détroit Skagøysundet sépare l'île de Rebbenesøya de l'île de Ringvassøya.
Administrativement le détroit est situé sur la municipalité de Karlsøy.

## Transport
Un ferry traverse le Skagøysundet en reliant Mariagården sur Ringvassøya à Bromnes sur Rebbenesøya.